# 北奥塞梯自治州
北奥塞梯自治州是一个存在与1924年到1936年间，俄罗斯苏维埃联邦社会主义共和国的自治州。位于北高加索地区，今属北奥塞梯-阿兰共和国。
於1924年，自山区苏维埃社会主义自治共和国分割而成。在1936年成为俄罗斯苏维埃社会主义联邦共和国属下的北奧塞梯蘇維埃社會主義自治共和國。